# 城北公園通站
34°43′24.5″N 135°31′50.5″E / 34.723472°N 135.530694°E
城北公园通站（日语：／ Shirokitakōendōri eki */?）位於日本大阪府大阪市旭区赤川一丁目，是西日本旅客鐵道（JR西日本）大阪東線的鐵路站，車站編號是JR-F05。

## 歷史

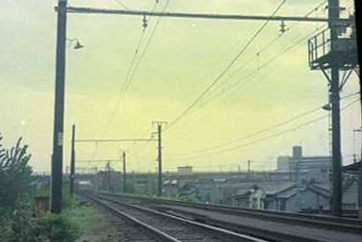
都島號誌站（1977年10月）

建設時之臨時名稱爲「都島站」，但距離大阪地下鐵谷町線都島站達1.6公里。當地意見批評，有可能會造成混淆。2017年1月31日，旭区和當地組織向JR西日本大阪支社呈交請願書，要求定名爲「城北公園通」。另一方面、車站西側的都島区指同区的毛馬町是江戶時代中期俳人、畫家与謝蕪村的誕生地，提出命名為「蕪村」。
2018年7月24日，應旭区要求，定名為「城北公園通」。決定的原因是貫通旭区和都島区街道的名称，以及城北這個地名位置易於理解。另一方面，考慮到都島區的要求，都島區側的出口（西口）命名為「蕪村口」，將「蕪村生誕之地」刻在車站印章和柱子上，並在站内設置蕪村像做為紀念。
- 1943年（昭和18年）10月1日：都島號誌站開設。
- 1984年（昭和59年）10月1日：都島號誌站廢止。
- 2018年（平成30年）7月24日：站名決定爲「城北公園通站」[2]。
- 2019年（平成31年）3月16日：隨大阪東線全線開通，開業[2][7]。

## 車站構造
側式月台，2面2線的高架車站，月台長度可對應8輛編成列車。出入閘口位於地面層，各月台分別設有1台升降機、和上下行各1部共2部扶手電梯。
由放出站管理，車站業務委托予JR西日本交通服務，部分時間無人駐守。出入閘機、售票機、精算機附近設有内綫電話，在無人駐守的時間帶可與呼叫中心的操作員聯絡，並由操作員遠程控制各種設備。本站沒有設置綠窗口，改爲設置了綠色售票機。
本站以「淀川渡船」為設計概念。。

### 月台配置
| 月台 | 路線     | 目的地           |
| ---- | -------- | ---------------- |
| 1    | 大阪東線 | 新大阪方向       |
| 2    | 大阪東線 | 放出、久宝寺方向 |

## 車站周邊
- 城北公园通
- 城北公园
- 城北綠道公园
- 淀川河川公園
- Konomiya赤川店
- 大阪市立櫻宮高等学校
- 大阪市立城北小学校
- 大阪市立大東小学校
- 都島大東郵便局

## 相鄰車站
西日本旅客铁道
 大阪東線
■直通快速
通過
■普通
JR淡路（JR-F04）－城北公园通（JR-F05）－JR野江（JR-F06）